# Bittereinder
Bittereinderi su Afrikaneri (Buri) koji se nisu predali nakon britanskog osvajanja Pretorije i Bloemfonteina tijekom Drugog burskog rata već su se nastavili boriti. Naziv im dolazi od bitter eind što znači gorak kraj, u vezi s njihovom borbom do samog kraja. 31. svibnja 1902. godine su ipak potpisali mirovni ugovor s Britancima.
U kontekstu Afrikanera, antonim ovom pojmu je hensopper odnosno onaj koji se predaje.

## Koncentracijski logori
Kako konvencionalni načini borbe nisu imali željeni učinak protiv Bittereindera, Britanci su se odlučili na korištenje nove učinkovitije metode okončanje rata. General Robert Baden-Powell i feldmaršal Horatio Kitchener su se počeli služiti tehnikom spaljene zemlje i koncentracijskih logora u Južnoj Africi. 
Službeno su se ti logori koristili za pružanje humanitarne pomoći burskim obiteljima čije su farme uništene tijekom borbe. No, u praksi su logori korišteni kako bi se bure pritisnulo. Sve farme na koje su Britanci naišli bile su u potpunosti spaljene. Obitelji su ostajale bez ičega te odvođene u logore samo s odjećom. Jedan burski komandant pisao je:
"Obitelji su nam u jadnom stanju a neprijatelj ih iskorištava kako bi nas prisilo na predaju."
Uništavanje farmi i privođenje njihovih obitelji nije samo izvršilo psihološki pritisak na Bittereindere već je i drastično otežalo osiguravanje zaliha za burske postrojbe.
Po istraživanju nakon završetka rata, 27.927 Bura (od njih 22.074 mlađe od 16 godina) i 14.154 tamnoputih Afrikanaca je umrlo u ovim logorima, uglavnom kao rezultat bolesti, prenapučenosti, gladi i nedostatka sanitacije. Od sveukupnog broja bijelih stanovnika ovih logora, čak 25% ih je umrlo. Emily Hobhouse, predstavnica južnoafričke organizacije za pomoć djeci i ženama, napisala je izvještaj o lošim uvjetima u logorima. Zbog njezinog izvještaja u logore je poslana komisija koja je od kolovoza do prosinca 1901. godine pregledavala brojne logore. Na preporuku te komisije, uvjeti u logorima su se 1902. godine počeli poboljšavati.